# Стеван Адамовић
Стеван Адамовић (Волар, код Приједора, 1920 — Београд, 1999), учесник Народноослободилачке борбе и генерал-мајор ЈНА.

## Биографија
Рођен је 1920. године у селу Волар, код Приједора.
Пре Другог светског рата је био подофицир Југословенске војске. Након Априлског рата и капитулације, прикључио се Народноослободилачком покрету (НОП). Године 1942. је примљен у чланство Комунистичке партије Југославије (КПЈ).
У току Народноослободилачког рата (НОР) налазио се на функцијама команданта бригаде и др.
Након ослобођења, наставио је са активном службом у Југословенској народној армији (ЈНА), где је био на дужностима начелника Штаба дивизије и Војног подручја и др. Завршио је Вишу војну академију ЈНА и Ратну школу ЈНА. Активна служба у ЈНА му је престала 1972. године.
Умро је 1999. године у Београду и сахрањен је у Алеји заслужних грађана на Новом гробљу у Београду.
Носилац је Партизанске споменице 1941. и других југословенских одликовања, међу којима су Орден за храброст и др.